# Malthodes minimus
Malthodes minimus (лат.) — вид жуков-мягкотелок из подсемейства Malthininae.
Имаго длиной 3,3—4 мм. Голова чёрная; основание усиков рыжее. Переднеспинка жёлто-красная, иногда с чёрным пятом. Надкрылья буро-чёрные, иногда посередине светлее, на вершине с серо-жёлтым пятном. Вершины бёдер и большая часть голеней рыжие. Иногда большая часть переднеспинки и ног тёмная.
Жуки характеризуются следующими признаками: 1) переднеспинка окаймлена по бокам только у передних углов; 2) последний тергит брюшка разделён на две отдельные пластинки.

## Синонимы
В синонимику вида входят следующие биномены:
- Cantharis minimus Linnaeus, 1758basionym
- Malthinus cognatus Stephens, 1830
- Malthinus fulvicollis Stephens, 1830
- Malthodes marginicollis Schilsky, 1892
- Cantharis melanocephalus Marsham, 1802
- Malthinus ruficollis Latreille, 1806
- Cantharis sanguinicollis Fallen, 1807
- Malthodes sanguinolentus Gyllenhal, 1808